# Juan José de Murrieta
Juan José de Murrieta y de la Campa (San Pedro de Abando, ¿?- ¿Manila?, ¿?) fue un oficial de marina español.

## Biografía
Nació en la anteiglesia de San Pedro de Abanto en el actual municipio de Abanto y Ciérvana, parte del Valle de Somorrostro en Vizcaya. Tuvo varios hermanos Ramón, Pío y María Cruz.

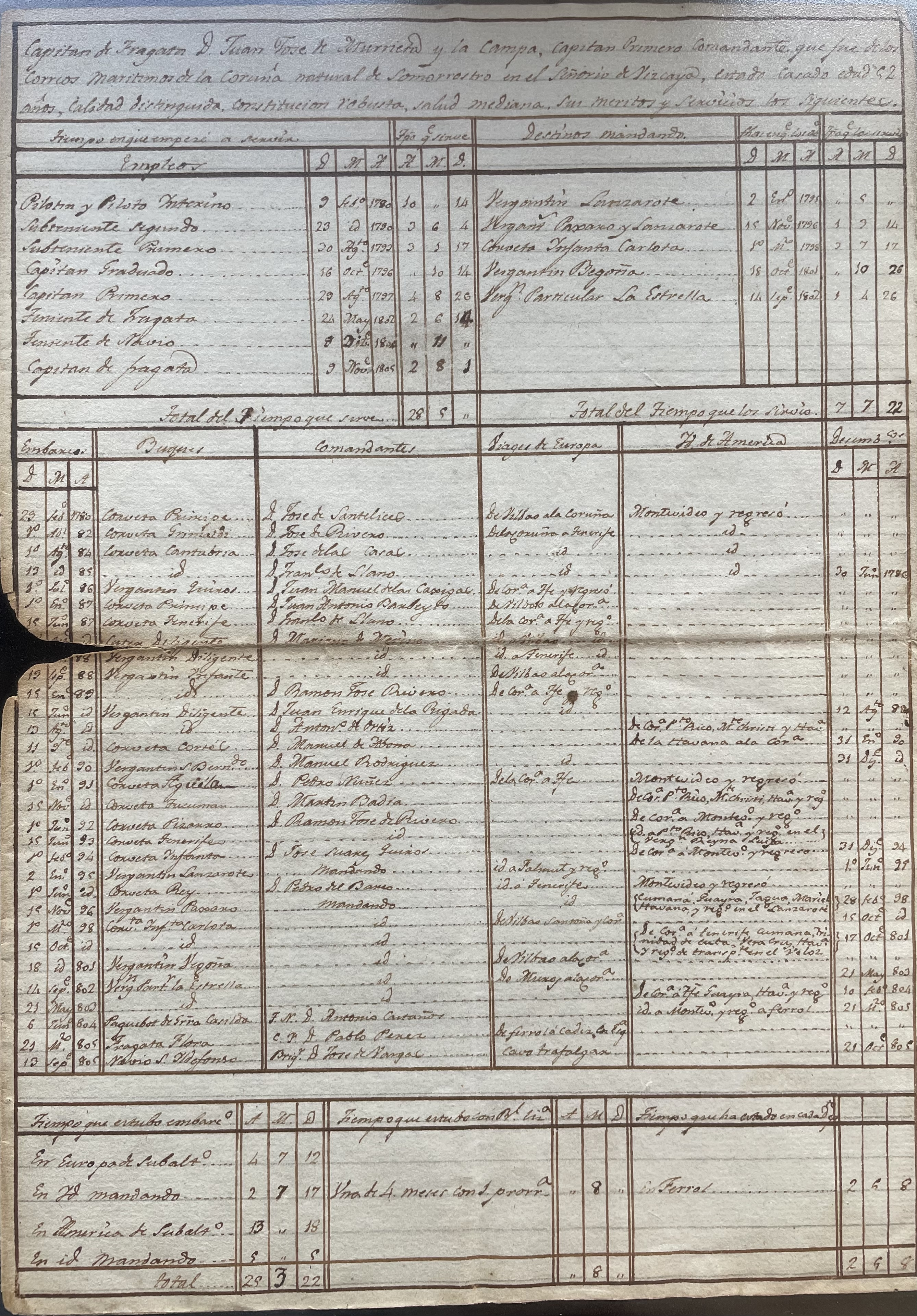
Hoja de servicios Juan José de Murrieta en 1808

Siguió la carrera naval, ingresando en el Cuerpo de Guardiamarina.
En 1797 era capitán de los correos marítimos y vivía en La Coruña.Desde ese puerto partió a La Habana el 11 de marzo de 1797 como capitán de El Pájaro (1793). Durante esta travesía y cuando estaban en dirección a Cumaná, el 6 de marzo y mientras acompañaba al bergantín Lanzarote, en conserva, se cruzaron con un bergantín británico al que rindieron y dejaron en el puerto de La Guaira.De este último puerto volvieron a salir el Lanzarote y el Pájaro, capitaneado por Murrieta, rumbo a La Habana. El 8 de junio de ese año y cuando se encontraban a cinco leguas de La Habana, son perseguidos por una fragata británica, camuflada con banderas y pabellones españoles. En su huida, el Pajaro, quedó varado y la fragata británica impidió el auxilio del Lanzarote. Murrieta y el resto de tripulantes del barco saltaron a tierra con dos cañones, mandando Murrieta aviso a La Habana para que enviarán fuerzas en su socorro. Consiguieron evitar que la fragata británica se llevara a remolque el Pájaro, gracias a su arrojo inicial y al auxilio de una goleta y un bergantín salidos de La Habana. El 12 de junio de 1797 llega el Pájaro a La Habana y el 30 de julio estaba de vuelta en La Coruña.

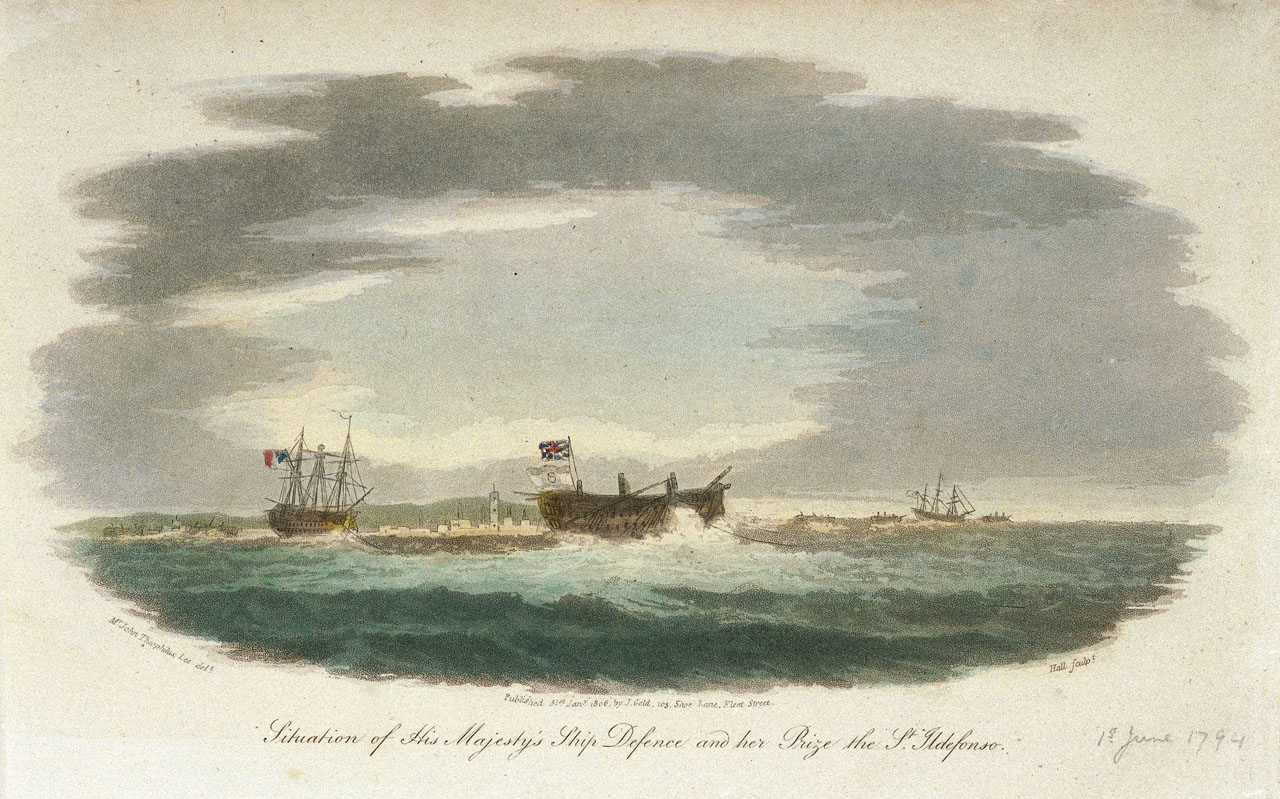
El San Ildefonso a bordo del que servía Murrieta, remolcado por el Defence británico, tras la rendición del primero en la Batalla de Trafalgar. (Grabado británico colerado, 1806)

En 1805, participó en la Batalla de Trafalgar, a bordo del navío San Ildefonso. De acuerdo con su hoja de servicios, antes de que el barco fuera apresado por el HMS Defence, británico, Murrieta fue herido gravemente en el pecho.

## Matrimonio y descendencia
Contrajo matrimonio con Ángeles Díaz de Herrera. El matrimonio tendría al menos una hija, Ángeles (Manila, ¿?-Sevilla, 4 de mayo de 1889) casada con Juan Manuel Adalid y González, hijo de Hipólito Antonio Adalid García de Leaniz.

### Individuales
1. ↑  Instituto Internacional de Genealogía y Heráldica (1957). Armería y nobiliario de los reinos españoles. Ediciones Hidalguía. p. 104. Consultado el 31 de marzo de 2024.
2. ↑  «Titulo nombre atribuido:Expediente de vizcainía de Juan José de Murrieta, vecino de La Coruña y capitán de correos marítimos, y sus hermanos Ramón, residente en Cádiz como piloto de fragata, Pío y María Cruz, vecinos de San Pedro de Abanto, como naturales de San Juan de Musques». Portal de Archivos Españoles. 1797-1798.
3. ↑  «Pajaro (1793)». Todo Avante. Consultado el 31 de marzo de 2024.
4. ↑  García de Cuevas, Ginés. «Fuentes documentales para el estudio de la Conspiración de Juan Picornell, Manuel Gal y José María España, existentes en el Archivo de la Academia Nacional de Historia». Boletín de la Academia Nacional de Historia (Academia Nacional de la Historia de Venezuela) 82 (319).